# أنزي
أنزي (بالأمازيغية: ⴰⵏⵣⵉ؛ بالعربية: أنزي) هي جماعة قروية تقع في منطقة الأطلس الصغير المغربي، على بُعد 140 كيلومترًا جنوب أكادير و40 كيلومترًا عن تزنيت، في قلب جبال الأطلس الصغير. تمتد الجماعة على مساحة 99 كيلومترًا مربعًا ويبلغ عدد سكانها 9186 نسمة (إحصاء سنة 2024).
تقع قرية أنزي جنوب مدينة تزنيت على بعد 40 كيلومتر و 140 كيلومتر جنوب أكادير. ويغلب عليها الطابع الجبلي حيث تمثل مرتفعات سلسلة جبال الأطلس الصغير نسبة كبيرة من مساحة الجماعة، كما تمثل الغابة جزء مهما منها بحوالي 4275 هكتارا، تغلب عليها أشجار الأركان بالإضافة إلى أشجار الخروب وأعشاب طبية متنوعة تكثر عند تساقط الأمطار ونباتات أخرى.

## تاريخ
أحدثت الجماعة القروية لأنزي سنة 1951 وكانت تضم ثلاث مراكز؛ أنزي، تافراوت المولود، ومركز أداي، وعلى إثر التقسيم الجماعي لسنة 1992 تم تجزئتها إلى ثلاث جماعات قروية هي جماعة أنزي، جماعة تافراوت المولود، جماعة اثنين أداي، ومنذ ذلك التاريخ أصبحت الجماعة تتمتع باستقلال مالي وإداري.
الجدير بالذكر، أن تسمية «إنزا» تفيد إتمام عملية البيع، وهي كلمة متداولة ومعروفة، فيما كلمة «إنزي» تعني حاد عن الطريق. ومن المرجح أن تكون الكلمة الأولى هي الأقرب لتسمية الجماعة على اعتبار الطابع التجاري للمنطقة.

## السكان
يبلغ عدد سكان الجماعة القروية لأنزي 7033 نسمة حسب إحصاء سنة 2004، إلا أن هذا العدد مرشح للارتفاع بفعل التقسيم الإداري الجديد حيث ألحقت بالجماعة دواوير كانت تابعة لجماعتين قرويتين هما جماعة تيغمي وجماعة أيت أحمد، ويمثل العنصر النسوي ثلث هذا العدد نظرا لكون الهجرة تمس بكثرة فئة الذكور التي تهاجر قصد البحث عن فرص للشغل. أما بالنسبة لعمل المرأة بالجماعة فإنه مرتبط بالأشغال المنزلية والاهتمام بالدواجن. وعرفت المنطقة خلال السنوات القليلة الأخيرة تأسيس عدة تعاونيات نسائية منحت للعديد من نساء المنطقة بشكل خاص فرصة ضمان دخل قار وتكوين مستمر، كما مكنتهن من فرص مواتية لتفجير طاقاتهن وتحسين أوضاعهن الاجتماعية والنفسية. وتم إحداث مركز للتربية والتكوين للفتاة والمرأة بمركز أنزي بشراكة بين الجماعة والمندوبية الإقليمية للتعاون الوطني والمجلس الإقليمي بتيزنيت ومندوبية وزارة الصحة وذلك سنة 2005.
وتمثل نسبة المؤشر الجماعي للتنمية البشرية 55.1%، ورغم ذلك فإن الجماعة في حاجة إلى دعم  التعليم ومحو الأمية ومحاربة الهدر المدرسي. 
وتجدر الإشارة إلى أن كهربة الدواوير التابعة لجماعة أنزي في إطار برنامج PERG لا زالت مستمرة من خلال المرحلة الثانية من الشطر الرابع والشطر الرابع التكميلي، فضلا عن برنامج PERG Solaire، الذي يلقى ترحيبا لدى الساكنة غير المستفيدة بعد.

## المؤهلات
تعتبر الجماعة القروية لأنزي، من أقدم جماعات إقليم تيزنيت، حيث شكلت في وقت سابق مركزا ومقرا إداريا لتسيير كل الجماعات المحيطة بها، فقد راهنت الجماعة منذ سنوات على الانخراط الفعلي والإيجابي في صياغة برامج ومشاريع من شأنها تحقيق الإقلاع الاقتصادي المنشود وتدعيم التنمية المحلية وفق مخطط يراعي القطاعات ذات الأولوية، وحصيلة التجربة من التسيير الجماعي كانت إيجابية، نتيجة تضافر الجهود المبذولة من طرف كل الفاعلين المحليين.
كما تتميز منطقة أنــزي بتعدد مؤهلاتها الاقتصادية، الطبيعية، الثقافية، السياحية والبشرية.تؤهلها لتشكيل قطب اقتصادي وسياحي مهم.

### أ – اقتصادية
يشكل سوق أنــزي مركزا اقتصاديا مهما بالمنطقة وممرا إلى المراكز الحضرية القريبة (تيزنيت، تافراوت، أكادير) مما يجعله قبلة لساكنة المنطقة خاصة أيام السوق الأسبوعي (الأحد) والمواسم إضافة إلى بعض المناسبات وكذا فصل الصيف حيث يشهد حركة ذؤوبة على مدار الأسبوع. ويعتبر السوق الأسبوعي معرضا للمنتوجات التقليدية المحلية المتنوعة والتي أبدعها الصانع المحلي مند القدم متاثرا في ذلك بثقافات متعددة (الثقافة اليهودية، الصناعة العصرية...).
تعتمد جماعة أنزي القروية في مداخيلها على الدولة، لأن المداخيل الخاصة بالجماعة متواضعة، وهي تعتمد على موارد كراء المحلات التجارية المتواجدة بالمركز، والتي يبلغ عددها حوالي 300 محل بفلابلراي بالجماعة، حيث يعد السوق الأسبوعي الذي ينعقد يوم الأحد من كل أسبوع محورا لها بالإضافة إلى الحركة التجارية التي يعرفها المركز يوميا حيث يوجد أكبر عدد من المحلات ذات الطابع التجاري، تنشط فيها تجارة المواد الغذائية بالجملة والتقسيط ومواد البناء والتجهيز المنزلي وغيرها من مهن وحرف متنوعة، بالإضافة إلى محلات بيع منتوج الحرف التقليدية كالصياغة (النقرة) وصناعة الجلود والأحذية. وفيما يتعلق بنسبة الساكنة النشيطة فتمثل 22.3% مقابل 16.04% من العاطلين عن العمل، وتجدر الإشارة إلى أن تحويلات الجالية المقيمة بالخارج تساهم في تحسين مستوى عيش السكان بالجماعة.
كما تتميز جماعة أنزي بوجود صناعة تقليدية محلية، تتمثل في صناعة الجلود (الدباغة)، وصناعة الأحذية المحلية وخياطتها وطرزها، وصياغة حلي الفضة، ويعيش مجموعة من سكان الجماعة على بيع منتوج هذه الحرف التقليدية الذي يسوق محليا أو على مستوى الإقليم، غير أن هذه الحرف تحتاج لتأهيل ودعم للرفع من قيمتها ومن مردوديتها.
الجدير بالذكر، أن النشاط الاقتصادي بمركز أنزي عرف انخفاضا خلال السنوات الأخيرة، بفعل الهجرة القروية التي عرفتها الجماعة، حيث غالبية السكان انتقلوا إلى المدن الكبرى بعد سنوات الجفاف المتتالية التي عرفها الإقليم مؤخرا.

#### أ – الصياغة
تشتهربها مجموعة من الدواويرـ إمي أكني، إنعيمن ـ أيت إسافن ـ إدا أوسملال...و تتميز بتعدد منتوجاتها وأشكالها (تازرزيت، تيفيلت، الدبليج، الخواتم...) وموادها الأولية (الفضة، الذهب، معادن أخرى). وتشكل هذه الصناعة تراثا حضاريا وثقافيا متميزا يتيح فرصا كبرى لاستثماره في مجالات عدة كالسياحة والتشغيل...
نماذج من المصنوعات التقليدية المحلية (تصوير امحمد بوقيدون)

#### ب ـ الدباغـة
تمارس على نطاق واسع في دواوير متعددة (دار الأربعاء) وتخضع لتقسيم اعتباطي للعمل فيما بين القرى، حيث يتخصص بعضها في تنظيف الجلد وتلوينه وإعداده لمرحلة لاحقة. بينما تتخصص مناطق أخرى في تحويل هذه المادة الأولية إلى منتوجات تقليدية محلية توظف في مختلف مناحي الحياة (المطبخ، الملابس، الموسيقى) ويوجه الفائض منها إلى الأسواق المحلية.

#### ج ـ الخزف
وتتمركز صناعته في مناطق ودواوير عدة منها أفا أزور، أكني أوموحال ويعتمد على الطين المحلي كمادة أولية. وتتنوع المنتوجات شكلا ولونا وجودة وتوجه بدورها إلى الأسوق الأسبوعية المحلية والجهوية وظهرت مؤخرا محلات – بازارات – ذات طابع سياحي تستغل المنتوج لاستقطاب السياح العابرين باتجاه المناطق الجبلية المجاورة. ويعتبر هذه الصناعة منتوجا سياحيا هاما يلقى إقبالا مهما سواء لدى الأجانب أو الساكنة المحلية كما أن عددا من المقيمين بالخارج يساهمون في ترويجه خارج الوطن. ولا شك أن استثماره في التعريف بالمنطقة سيشكل قيمة مضافة ودافعا قويا لعجلة تجارته وتسويقه إلى أبعد الحدود مما سينعكس إيجابا على الساكنة المحلية.

#### د ـ حرف أخرى
إضافة إلى ما سبق، تمارس الساكنة المحلية بالمنطقة حرفا تقليدية أخرى ترتبط بمتطلبات الحياة اليومية في القرية منها ما هو مرتبط بأدوات الفلاحة كالمحراث والمنجل...و منها ما هو مرتبط بالملابس والأفرشة ـ النسيج ـ.غير أن هذه الحرف تعرضت للاندثار بفعل المنافسة التي فرضها السوق واتساع الاعتماد على المصنوعات العصرية.

### ب – ثقافية
تزخر منطقة أنــزي بتراث ثقافي يستمد جدوره من أعماق التاريخ، وتتعدد أوجهه ومظاهره لتنعكس على مختلف جوانب حياة الإنسان بالمنطقة، بدءا بالمظاهر العمرانية ـ منازل عتيقة، دور الشيوخ، أبراج، ملاح يهودي، مساجد وزوايا...مرورا بمختلف الطقوس الاحتفالية كالمناسبات العائلية : أعراس، ميلاد، ختان..و كذا المناسبات الدينية : أعياد دينية، مواسم مرتبطة بالزوايا والأولياء - طائقة ادا ولتيت - وصولا إلى الموروث الأدبي الشفوي الغزير من حكايات وأمثال لكل الأعمار وأمداح وأذكار دينية أبدعها فقهاء وأئمة المساجد والمدارس العتيقة المنتشرة بالمنطقة والتي شكلت مند القدم مِؤسسات ثقافية تربوية لعبت دورا كبيرا في تأطير المجتمع وصياغة قيمه وتوجهاته على نحو كبيرـ لا يسع المجال للخوض فيه 
- - ب -و يشكل الطبخ ميدانا آخر من ميادين إبداع ساكنة المنطقة حيث تتعدد الموائد وتختلف باختلاف الزمان والمكان، وتتراوح بين الوجبات اليومية العادية ـ كسكس، طاجين محلي...إلخ ووجبات المناسبات التي تتميز كل واحدة منها بطقوس خاصة تفرضها طبيعة المناسبة وأهميتها. ويشكل الكسكس والطاجين وجبتين رئيسيتين تقتسمهما المنطقة مع باقي ربوع المغرب مع لمسات محلية ـ إضافة منتوجات محلية كزيت الأركان- تعطيهما طابع الفرادة والتميز.

#### ج – سياحية
تعتبر المنطقة جزاء من سلسلة جبال الأطلس ذات المناظر الخلابة والعيون المتدفقة والطبيعة الساحرة التي تتوارى خلف شموخها كنوز تشكل بوابة لتنمية المنطقة في كل المجالات. فعلى امتداد حدود المنطقة المترامية الأطراف تنتشر أنهارو مغارات – اكوسام ـ ووديان تختزن نقوشا صخرية ضاربة في أعماق التاريخ ومناظر خلابة يمتزج فيها السكون الساحر بأشعة ذهبية تنعكس في المياه المتدفقة لترسم لوحة طبيعية بديعة ـ منتجع بو تبوقالت - لا تبعد عن مركز أنـزي سوى ب 25 كلم وتحديدا على تراب جماعة أربعاء أيت أحمد. وعلى بعد بضع كلومترات من ذات المركز، ينتصب الملاح اليهودي حاملا في طياته ماضي التعايش بين مختلف فئات المجتمع، مختصرا في بقاياه مظاهر من العمران المغربي الأصيل مما يؤهله لأن يشكل نقطة سياحية ثقافية وحضارية بامتياز. ويشكل مركز أنـزي في حد ذاته موقعا سياحيا غنيا بمرافقه القديمة ـ السوق القديم، البنايات الاستعمارية ،سور، أبراج...إلخ إضافة إلى ما تختزنه المنتوجات التقليدية المعروضة ـ أحدية تقليدية، زيوت الأركان، أواني خزفية، جلود، حلي فضية..إلخ من مقومات تؤهلها لاستقطاب الزوار. إلى جانب مركز أنزي، تقع واحة تازروالت على بعد بضع كيلومترات(30 كلم) بمناظرها الطبيعية الساحرة وماثرها العمرانية العتيقة ـ زاوية سيدي أحمد أوموسى، دار إليغ ـ وموسمها السنوي الذي يحج إليه الزوار من كل حدب وصوب.

#### د – بشريـة
يتميز النسيج الاجتماعي للمنطقة بتنوع عناصره وتعدد فئاته ومكوناته التي تترواح بين التجار والمقيمين بالخارج إضافة إلى الفلاحين والحرفين والأطر العاملة في مختلف أسلاك الإدارة. وتختزن المنطقة إمكانات بشرية مهمة وأطرا فاعلة وكفاءات في كل الميادين الاقتصادية ،الرياضية، الثقافية والفنية بغعهاعناعلة للعب دور الريادة في تنشيط العمل الجمعوي والمساهمة في التنمية المحلية.